# (19029) Briede
Briede (asteroide 19029) es un asteroide de la cinturón principal, a 2,018584 UA. Posee una excentricidad de 0,1576403 y un período orbital de 1 354,92 días (3,71 años).
Briede tiene una velocidad orbital media de 19,24057744 km/s y una inclinación de 2,75195º.
Este asteroide fue descubierto en 24 de septiembre de 2000 por LINEAR.